# Persone di nome Ben
| Questa pagina contiene informazioni ricavate automaticamente dalle voci biografiche con l'ausilio del template Bio e di un bot. L'aggiornamento è periodico e automatico e ricostruisce completamente la pagina. Se manca una persona in questa lista, sei pregato di non aggiungerla, ma accertati piuttosto che la sua voce biografica contenga il template Bio e che i dati anagrafici siano correttamente compilati. Se il template Bio manca, inseriscilo tu stesso o, in alternativa, metti l'avviso {{tmp\|Bio}} che ne segnala la mancanza. Se i dati riportati sono sbagliati, correggi direttamente la voce biografica; le modifiche saranno visibili in questa lista entro pochi giorni. Per chiarimenti vedi il progetto antroponimi. La lista contiene solo le 227 persone che sono citate nell'enciclopedia e per le quali è stato implementato correttamente il template Bio. Pagina aggiornata al 16 ott 2024. |

Questa è una lista di persone presenti nell'enciclopedia che hanno il prenome Ben, suddivise per attività principale.

## Agenti segreti(1)
- Prigioniero X, agente segreto israeliano (Melbourne, n. 1976 - Ramla, † 2010)

## Allenatori di calcio(3)
- Ben Bamfuchile, allenatore di calcio e calciatore zambiano (n. 1960 - † 2007)
- Ben Zemanski, allenatore di calcio e ex calciatore statunitense (Pittsburgh, n. 1988)
- Ben van Dael, allenatore di calcio e dirigente sportivo olandese (Swalmen, n. 1965)

## Arbitri di rugby a 15(1)
- Ben O'Keeffe, arbitro di rugby a 15 e medico neozelandese (Auckland, n. 1989)

## Architetti(1)
- Ben van Berkel, architetto olandese (Utrecht, n. 1957)

## Arrampicatori(1)
- Ben Moon, arrampicatore britannico (Londra, n. 1966)

## Artisti(1)
- Ben Heine, artista belga (Abidjan, n. 1983)

## Artisti marziali misti(2)
- Ben Nguyen, artista marziale misto statunitense (Sioux Falls, n. 1988)
- Ben Rothwell, artista marziale misto statunitense (Kenosha, n. 1981)

## Astisti(1)
- Ben Broeders, astista belga (Lovanio, n. 1995)

## Attori(41)
- Ben Affleck, attore, regista e sceneggiatore statunitense (Berkeley, n. 1972)
- Ben Aldridge, attore britannico (Exeter, n. 1985)
- Ben Alexander, attore statunitense (Goldfield, n. 1911 - Los Angeles, † 1969)
- Ben Attal, attore francese (Parigi, n. 1997)
- Ben Batt, attore inglese (Wigan, n. 1986)
- Ben Baur, attore statunitense
- Ben Becker, attore e cantante tedesco (Brema, n. 1964)
- Ben Chaplin, attore britannico (Windsor, n. 1969)
- Ben Cooper, attore statunitense (Hartford, n. 1933 - Memphis, † 2020)
- Ben Cotton, attore canadese (Edmonton, n. 1975)
- Ben Crompton, attore britannico (Manchester, n. 1974)
- Ben Cross, attore britannico (Londra, n. 1947 - Vienna, † 2020)
- Ben Daniels, attore inglese (Nuneaton, n. 1964)
- Ben Deeley, attore statunitense (Folsom, n. 1878 - Hollywood, † 1924)
- Ben Feldman, attore statunitense (Potomac, n. 1980)
- Ben Foster, attore statunitense (Boston, n. 1980)
- Ben Harney, attore e cantante statunitense (New York, n. 1952)
- Ben Hawkey, attore britannico (Kingston upon Thames, n. 1996)
- Ben Hoberman, attore, regista e conduttore radiofonico statunitense (Los Angeles, n. 1922 - Los Angeles, † 2014)
- Ben Jones, attore e politico statunitense (Tarboro, n. 1941)
- Ben Kerfoot, attore britannico (Godalming, n. 1992)
- Ben Kingsley, attore britannico (Snainton, n. 1943)
- Ben Lamb, attore britannico (Exeter, n. 1989)
- Ben Lawson, attore australiano (Brisbane, n. 1980)
- Ben Lewis, attore e cantante australiano (Londra, n. 1979)
- Ben Lyon, attore, regista e produttore cinematografico statunitense (Atlanta, n. 1901 - Honolulu, † 1979)
- Ben Mansfield, attore inglese (Morecambe, n. 1983)
- Ben Mendelsohn, attore australiano (Melbourne, n. 1969)
- Ben Nealon, attore britannico (Devon, n. 1966)
- Ben Piazza, attore statunitense (Little Rock, n. 1933 - Los Angeles, † 1991)
- Ben Robson, attore e modello britannico (Newcastle, n. 1984)
- Ben Savage, attore statunitense (Highland Park, n. 1980)
- Ben Schnetzer, attore statunitense (New York, n. 1990)
- Ben Schwartz, attore, comico e sceneggiatore statunitense (New York, n. 1981)
- Ben Turpin, attore e comico statunitense (New Orleans, n. 1869 - Santa Monica, † 1940)
- Ben Vereen, attore, ballerino e cantante statunitense (Laurinburg, n. 1946)
- Ben Walker, attore statunitense
- Ben Weber, attore statunitense (Bellingham, n. 1972)
- Ben Webster, attore inglese (Londra, n. 1864 - Hollywood, † 1947)
- Ben F. Wilson, attore, regista e produttore cinematografico statunitense (Corning, n. 1876 - Glendale, † 1930)
- Ben Wright, attore e doppiatore britannico (Londra, n. 1915 - Burbank, † 1989)

## Attori pornografici(1)
- Ben Andrews, attore pornografico statunitense (Cleveland, n. 1985)

## Bassisti(1)
- Ben Shepherd, bassista statunitense (Okinawa, n. 1968)

## Batteristi(1)
- Ben Graves, batterista statunitense (Boston, n. 1972 - † 2018)

## Biblisti(1)
- Ben Witherington, biblista statunitense (High Point, n. 1951)

## Bobbisti(2)
- Ben Heber, bobbista tedesco (Berlino, n. 1992)
- Ben Hindle, bobbista canadese (Calgary, n. 1974)

## Calciatori(40)
- Ben Acheampong, calciatore ghanese (n. 1939 - † 2019)
- Ben Azubel, calciatore israeliano (Ganei Tikva, n. 1993)
- Ben Bitton, calciatore israeliano (Bat Yam, n. 1991)
- Ben Bobzien, calciatore tedesco (Gießen, n. 2003)
- Ben Chilwell, calciatore inglese (Milton Keynes, n. 1996)
- Siriki Dembélé, calciatore ivoriano (Ouragahio, n. 1996)
- Ben Idrissa Derme, calciatore burkinabé (Abra, n. 1982 - Biguglia, † 2016)
- Ben Doak, calciatore scozzese (Dalry, n. 2005)
- Ben Falaniko, ex calciatore samoano americano (n. 1979)
- Ben Hall, calciatore nordirlandese (Enniskillen, n. 1997)
- Ben Halloran, calciatore australiano (Cairns, n. 1992)
- Ben Hamer, calciatore inglese (Taunton, n. 1987)
- Ben Kennedy, ex calciatore australiano (Newcastle, n. 1987)
- Ben Konaté, calciatore ivoriano (Abidjan, n. 1986)
- Hamed Koné, calciatore ivoriano (Abidjan, n. 1987)
- Ben Lederman, calciatore polacco (Los Angeles, n. 2000)
- Ben Malango, calciatore congolese (Repubblica Democratica del Congo) (Kinshasa, n. 1993)
- Ben Marshall, calciatore inglese (Salford, n. 1991)
- Ben May, ex calciatore inglese (Gravesend, n. 1984)
- Ben McKendry, calciatore canadese (Vancouver, n. 1993)
- Abou Ouattara, calciatore burkinabé (Ouagadougou, n. 1999)
- Ben Payal, ex calciatore lussemburghese (Lussemburgo, n. 1988)
- Ben Reeves, calciatore inglese (Verwood, n. 1991)
- Ben Reichert, calciatore israeliano (Ramat HaSharon, n. 1994)
- Ben Rienstra, ex calciatore olandese (Alkmaar, n. 1990)
- Ben Sahar, calciatore israeliano (Holon, n. 1989)
- Ben Sangaré, calciatore francese (Bondy, n. 1990)
- Ben Scholte, calciatore olandese (Ter Apel, n. 2001)
- Ben Segaiga, calciatore samoano americano (n. 1985)
- Ben Starkie, calciatore inglese (Leicester, n. 2002)
- Ben Teekloh, ex calciatore liberiano (Monrovia, n. 1983)
- Ben Thompson, calciatore inglese (Sidcup, n. 1995)
- Ben Turgeman, calciatore israeliano (Nazareth Illit, n. 1989)
- Ben Turner, ex calciatore inglese (Birmingham, n. 1988)
- Ben Vehava, calciatore israeliano (n. 1992)
- Ben Warren, calciatore inglese (Newhall, n. 1879 - † 1917)
- Ben Wijnstekers, ex calciatore olandese (Rotterdam, n. 1955)
- Ben Wilson, calciatore inglese (Stanley, n. 1992)
- Djibril Zidnaba, calciatore burkinabé (Ouagadougou, n. 1994)
- Ben Zolinski, calciatore tedesco (Berlino, n. 1992)

## Canoisti(1)
- Ben Fouhy, canoista neozelandese (Taumarunui, n. 1979)

## Canottieri(2)
- Ben Rutledge, canottiere canadese (Cranbrook, n. 1980)
- Ben Storey, canottiere canadese (n. 1974)

## Cantanti(4)
- Ben Cramer, cantante olandese (Amsterdam, n. 1947)
- Ben Cristovao, cantante ceco (Plzeň, n. 1987)
- Ben Weasel, cantante, chitarrista e produttore discografico statunitense (Chicago, n. 1968)
- Ben Zucker, cantante e chitarrista tedesco (Ueckermünde, n. 1983)

## Cantautori(1)
- Ben Adams, cantautore britannico (Ascot, n. 1981)

## Cestisti(12)
- Ben Altit, cestista israeliano (Tel Aviv, n. 1993)
- Ben Carter, cestista statunitense (Tel Aviv, n. 1994)
- Ben Eisenhardt, cestista statunitense (Bainbridge Island, n. 1990)
- Frank Gates, cestista e allenatore di pallacanestro statunitense (Huntsville, n. 1920 - Indianapolis, † 1978)
- Ben Jacobson, ex cestista statunitense (Sioux City, n. 1983)
- Ben Kelso, ex cestista e allenatore di pallacanestro statunitense (Flint, n. 1949)
- Ben Madgen, ex cestista australiano (Williamstown, n. 1985)
- Ben McLemore, cestista statunitense (St. Louis, n. 1993)
- Ben Moore, cestista statunitense (Bolingbrook, n. 1995)
- Ben Reis, ex cestista israeliano (Eilat, n. 1990)
- Ben Sheppard, cestista statunitense (Atlanta, n. 2001)
- Ben Strong, ex cestista e allenatore di pallacanestro statunitense (Chapel Hill, n. 1986)

## Chitarristi(1)
- Ben Matthews, chitarrista, tastierista e produttore discografico britannico (Hartlepool, n. 1963)

## Ciclisti su strada(6)
- Ben Gastauer, ex ciclista su strada lussemburghese (Dudelange, n. 1987)
- Ben Healy, ciclista su strada irlandese (Kingswinford, n. 2000)
- Ben Hermans, ciclista su strada belga (Hasselt, n. 1986)
- Ben O'Connor, ciclista su strada australiano (Subiaco, n. 1995)
- Ben Tulett, ciclista su strada e ciclocrossista britannico (Sevenoaks, n. 2001)
- Ben Zwiehoff, ciclista su strada e mountain biker tedesco (Essen, n. 1994)

## Compositori(2)
- Ben Frost, compositore, musicista e produttore discografico australiano (Melbourne, n. 1980)
- Ben Salisbury, compositore inglese

## Conduttori televisivi(1)
- Ben Mankiewicz, conduttore televisivo statunitense (Washington, n. 1967)

## Critici letterari(1)
- Ben Watson, critico letterario e critico musicale britannico (n. 1956)

## Direttori della fotografia(2)
- Ben Davis, direttore della fotografia britannico (Londra, n. 1961)
- Ben F. Reynolds, direttore della fotografia statunitense (Woodville, n. 1890 - Los Angeles, † 1948)

## Disegnatori(1)
- Ben Templesmith, disegnatore australiano (Perth, n. 1984)

## Economisti(1)
- Ben Bernanke, economista statunitense (Augusta, n. 1953)

## Fisici(1)
- Ben Mottelson, fisico statunitense (Chicago, n. 1926 - Copenaghen, † 2022)

## Fumettisti(2)
- Ben Katchor, fumettista statunitense (New York, n. 1951)
- Ben Verhagen, fumettista olandese (Amsterdam, n. 1949)

## Giocatori di football americano(13)
- Ben Bartch, giocatore di football americano statunitense (n. 1998)
- Ben Berges, giocatore di football americano tedesco
- Ben Bredeson, giocatore di football americano statunitense (Hartland, n. 1998)
- Ben Burr-Kirven, giocatore di football americano statunitense (Menlo Park, n. 1997)
- Ben Coates, ex giocatore di football americano statunitense (Greenwood, n. 1969)
- Ben Gedeon, giocatore di football americano statunitense (Hudson, n. 1994)
- Ben Heeney, giocatore di football americano statunitense (Overland Park, n. 1992)
- Ben Jones, giocatore di football americano statunitense (Centreville, n. 1989)
- Ben McLaughlin, ex giocatore di football americano statunitense (Dierks, n. 1986)
- Ben Niemann, giocatore di football americano statunitense (Des Moines, n. 1995)
- Ben Powers, giocatore di football americano statunitense (Wichita, n. 1996)
- Ben Sims, giocatore di football americano statunitense (San Antonio, n. 2000)
- Ben Troupe, giocatore di football americano statunitense (Swainsboro, n. 1982)

## Giocatori di snooker(1)
- Ben Woollaston, giocatore di snooker inglese (Leicester, n. 1987)

## Golfisti(2)
- Ben Crenshaw, golfista statunitense (Austin, n. 1952)
- Ben Curtis, golfista statunitense (Columbus, n. 1977)

## Graffiti writer(1)
- Ben Eine, writer inglese (Londra, n. 1970)

## Hockeisti su ghiaccio(3)
- Ben Clymer, ex hockeista su ghiaccio statunitense (Bloomington, n. 1978)
- Ben Hutton, hockeista su ghiaccio canadese (Brockville, n. 1993)
- Ben O'Connor, hockeista su ghiaccio britannico (Durham, n. 1988)

## Informatici(2)
- Ben Goodger, informatico inglese (Londra, n. 1980)
- Ben Shneiderman, informatico statunitense (New York, n. 1947)

## Insegnanti(1)
- Ben Pastor, docente, saggista e scrittrice statunitense (Roma, n. 1950)

## Matematici(1)
- Ben Green, matematico britannico (Bristol, n. 1977)

## Medici(1)
- Ben Goldacre, medico, divulgatore scientifico e blogger britannico (Londra, n. 1974)

## Mezzofondisti(1)
- Ben Pattison, mezzofondista britannico (Frimley, n. 2001)

## Musicisti(1)
- Ben Patterson, musicista e artista statunitense (Pittsburgh, n. 1934 - Wiesbaden, † 2016)

## Nuotatori(1)
- Ben Schwietert, nuotatore olandese (Nimega, n. 1997)

## Ostacolisti(1)
- Ben Reynolds, ostacolista britannico (Dundonald, n. 1990)

## Pallanuotisti(1)
- Ben Stevenson, pallanuotista statunitense (Reno, n. 1995)

## Personaggi televisivi(1)
- Ben Collins, personaggio televisivo e pilota automobilistico inglese (Bristol, n. 1975)

## Pianisti(1)
- Ben Sidran, pianista, organista e cantautore statunitense (Chicago, n. 1943)

## Piloti automobilistici(1)
- Ben Barnicoat, pilota automobilistico britannico (Chesterfield, n. 1996)

## Piloti motociclistici(1)
- Ben Spies, pilota motociclistico statunitense (Memphis, n. 1984)

## Pittori(3)
- Ben Nicholson, pittore britannico (Denham, n. 1894 - Londra, † 1982)
- Ben Ormenese, pittore e scultore italiano (Prata di Pordenone, n. 1930 - Pordenone, † 2013)
- Ben Shahn, pittore, fotografo e designer statunitense (Kovno, n. 1898 - New York, † 1969)

## Poeti(1)
- Ben no Naishi, poeta giapponese (Kyoto)

## Politici(2)
- Ben R. Luján, politico statunitense (Santa Fe, n. 1972)
- Ben Weyts, politico belga (Lovanio, n. 1970)

## Produttori discografici(2)
- Ben Hillier, produttore discografico inglese
- Ben Westbeech, produttore discografico e disc jockey britannico (Bristol, n. 1981)

## Produttori teatrali(1)
- Ben Bagley, produttore teatrale e produttore discografico statunitense (Burlington, n. 1933 - New York, † 1998)

## Rapper(1)
- Ty, rapper britannico (Londra, n. 1972 - Londra, † 2020)

## Registi(8)
- Ben Feleo, regista, sceneggiatore e produttore cinematografico filippino (Quezon City, n. 1926 - Quezon City, † 2011)
- Ben Hopkins, regista e sceneggiatore britannico (Hong Kong, n. 1969)
- Ben Lewin, regista e sceneggiatore australiano (n. 1946)
- Ben Proudfoot, regista, produttore cinematografico e sceneggiatore canadese (Halifax, n. 1990)
- Ben Russell, regista statunitense (Springfield, n. 1976)
- Ben Sombogaart, regista e sceneggiatore olandese (Amsterdam, n. 1947)
- Ben Wheatley, regista, montatore e sceneggiatore britannico (Billericay, n. 1972)
- Ben Younger, regista e sceneggiatore statunitense (New York, n. 1972)

## Rugbisti a 15(6)
- Ben Alexander, ex rugbista a 15 australiano (Sydney, n. 1984)
- Ben Blair, rugbista a 15 neozelandese (Westport, n. 1979)
- Ben Clarke, ex rugbista a 15 britannico (Bishop's Stortford, n. 1968)
- Ben Seymour, rugbista a 15 australiano (Napier, n. 1990)
- Ben Smith, ex rugbista a 15 neozelandese (Tauranga, n. 1983)
- Ben Volavola, rugbista a 15 figiano (Suva, n. 1991)

## Sassofonisti(1)
- Ben Webster, sassofonista statunitense (Kansas City, n. 1909 - Amsterdam, † 1973)

## Sceneggiatori(2)
- Ben Hecht, sceneggiatore statunitense (New York, n. 1894 - New York, † 1964)
- Ben Karlin, sceneggiatore e produttore televisivo statunitense

## Scenografi(2)
- Ben Carré, scenografo e costumista francese (Parigi, n. 1883 - Santa Monica, † 1978)
- Ben van Os, scenografo olandese (L'Aia, n. 1944 - L'Aia, † 2012)

## Sciatori alpini(1)
- Ben Akers, ex sciatore alpino statunitense (n. 1963)

## Sciatori freestyle(1)
- Ben Barclay, sciatore freestyle neozelandese (Auckland, n. 2002)

## Scrittori(13)
- Ben Sira, scrittore ebreo antico
- Ben Blushi, scrittore, politico e giornalista albanese (Tirana, n. 1969)
- Ben Brooks, scrittore britannico (Gloucestershire, n. 1992)
- Ben Counter, scrittore britannico (n. 1979)
- Ben Fountain, scrittore statunitense (Chapel Hill, n. 1958)
- Ben Hatke, scrittore statunitense (Lafayette, n. 1977)
- Ben Kane, scrittore e romanziere keniano (Nairobi, n. 1970)
- Ben Lerner, scrittore e poeta statunitense (Topeka, n. 1979)
- Ben Loory, scrittore statunitense (Dover, n. 1971)
- Ben Marcus, scrittore statunitense (Chicago, n. 1967)
- Ben Mezrich, scrittore statunitense (Princeton, n. 1969)
- Ben Okri, scrittore nigeriano (Minna, n. 1959)
- Ben Ames Williams, romanziere statunitense (Macon, n. 1889 - Brookline, † 1953)

## Skeletonisti(1)
- Ben Sandford, skeletonista neozelandese (Rotorua, n. 1979)

## Sollevatori(1)
- Ben Helfgott, sollevatore e attivista britannico (Piotrków Trybunalski, n. 1929 - Londra, † 2023)

## Stilisti(1)
- Ben Sherman, stilista britannico (Brighton, n. 1925 - † 1987)

## Tennisti(4)
- Ben Ellwood, ex tennista australiano (Canberra, n. 1976)
- Ben McLachlan, ex tennista neozelandese (Queenstown, n. 1992)
- Ben Testerman, ex tennista statunitense (Knoxville, n. 1962)
- Ben Weekes, tennista australiano (Sydney, n. 1984)

## Tenori(1)
- Ben Heppner, tenore canadese (Murrayville, n. 1956)

## Triatleti(1)
- Ben Kanute, triatleta statunitense (Illinois, n. 1992)

## Truccatori(1)
- Ben Nye, truccatore statunitense (Fremont, n. 1907 - Santa Monica, † 1986)

## Velocisti(2)
- Ben Youssef Meïté, velocista ivoriano (Séguéla, n. 1986)
- Ben Offereins, velocista australiano (Sydney, n. 1986)

## Wrestler(1)
- Brooks Jensen, wrestler statunitense (Ranburne, n. 2001)